# Emily Petty-Fitzmaurice, 8. Lady Nairne
Emily Jane Mercer Elphinstone Petty-Fitzmaurice, Marchioness of Lansdowne, 8. Lady Nairne (* 16. Mai 1819 in Edinburgh; † 26. Juni 1895 in Meiklour House), war eine britische Peeress.

## Leben und Karriere
Die geborene Comtesse Emily Jane de Flahaut war die älteste Tochter des französischen Diplomaten Auguste Charles Joseph de Flahault, Comte de Flahault de la Billardrie und seiner Frau Margaret Elphinstone, 2. Baroness Keith. Ihre Mutter war die Erbtochter des britischen Admirals George Elphinstone, 1. Viscount Keith.
Am 1. November 1843 heiratete sie Henry Petty-Fitzmaurice, Earl of Shelburne, den zweiten Sohn und Erben des 3. Marquess of Lansdowne. Als seine Gattin führte sie fortan den Höflichkeitstitel Countess of Shelburne nennen. Das Ehepaar hatte drei Kinder: 
- Henry Charles Keith Petty-FitzMaurice, 5. Marquess of Lansdowne (1845–1927);
- Edmond George, 1. Baron Fitzmaurice (1846–1935);
- Lady Emily Louisa Anne († 1939), ⚭ Hon. Everard Digby (1852–1915), Sohn des 9. Baron Digby.

Beim Tod ihres Schwiegervaters erbte ihr Gatte 1863 dessen Titel als 4. Marquess of Lansdowne, womit sie zur Marchioness of Lansdowne wurde. Beim Tod ihrer Mutter erbte sie 1867 aus eigenem Recht den schottischen Titel Lady Nairne, 1874 wurde diese Nachfolge auch vom House of Lords förmlich anerkannt. Als sie 1895 starb, ging ihr Titel auf den ältesten Sohn Henry über.